# Vivatis
Die Vivatis Holding AG ist eine oberösterreichische, international tätige Holding mit Sitz in Linz, die mit Markenartikeln handelt und Produktions- und Dienstleistungsbetriebe für die Lebensmittelerzeugung und -verwertung innehat.

## Geschichte
Die Vivatis Holding AG wurde ursprünglich als Dachgesellschaft und einhundertprozentige Tochter der Austria Milch- und Fleischvermarktung mit der Zielsetzung der Übernahme der operativen Tätigkeiten der AMF – Vermarktung von Milch- und Molkereiprodukten, Vieh und Fleisch – gegründet. Das Unternehmen befindet sich im Besitz der „Privatstiftung der Raiffeisenlandesbank Oberösterreich Aktiengesellschaft“, die wiederum ein verbundenes Unternehmen der Raiffeisenlandesbank Oberösterreich Aktiengesellschaft ist.

## Unternehmen
Vivatis beschäftigte im Jahr 2022 3.492 Mitarbeiter und erwirtschaftete mit 25 Konzerngesellschaften einen Umsatz von 1,168 Milliarden Euro, wovon rund zwanzig Prozent auf Exporterlöse zurückzuführen waren. Dem Konzern zugehörig sind unter anderem die Marken Ackerl, Bauernland, Gourmet, Hänsel & Gretel, Inzersdorfer, Knabber Nossi, Maresi und Toni Kaiser. Das Handelsportfolio umfasst dabei die verschiedensten Produkte, beginnend bei Geflügel und Fleisch über Margarine, bis hin zu Teigwaren. Vivatis zählt zu den größten Gemeinschaftsverpflegern Österreichs.
Das Unternehmen ist international in den Ländern Deutschland, Tschechien, Slowakei, Ungarn, Rumänien und Italien tätig.

## Geschäftsfelder
Die Geschäftsfelder der Vivatis Holding AG unterteilen sich, nach eigenen Angaben, in die drei Hauptfelder Nahrungsmittel, Dienstleistungen und Beteiligungen, die wiederum spezifischeren Bereichen zugeordnet sind.
- Nahrungsmittel – Lebensmitteleinzelhandel (Senna, Weinbergmaier, Wojnar's, Maresi, Karnerta), Gastronomie und Großverbrauch sowie B2B (Karnerta, Senna, Weinbergmaier, Bauernland) und Gemeinschaftsverpflegung (Gourmet, SF Franken, Gerstner).
- Dienstleistungen – Tierkörperverwertung (Purea, TKV Burgenland, TKV Oberösterreich, TKV Steiermark) und Logistik (Daily).
- Beteiligungen
  - Internationaler Nahrungs- und Genussmittelhandel (Vog, Rapso, Mahlzeit, Lenz Moser).[7]
  - Insektenzucht für Futtermittel – Ecofly (67,8 % seit 2022)[8]